# سلیم شیلی
سلیم شیلی (نام علمی: Charadrius modestus) نام یک گونه از سرده سلیم‌های طوق‌دار است.